# Christian Heins

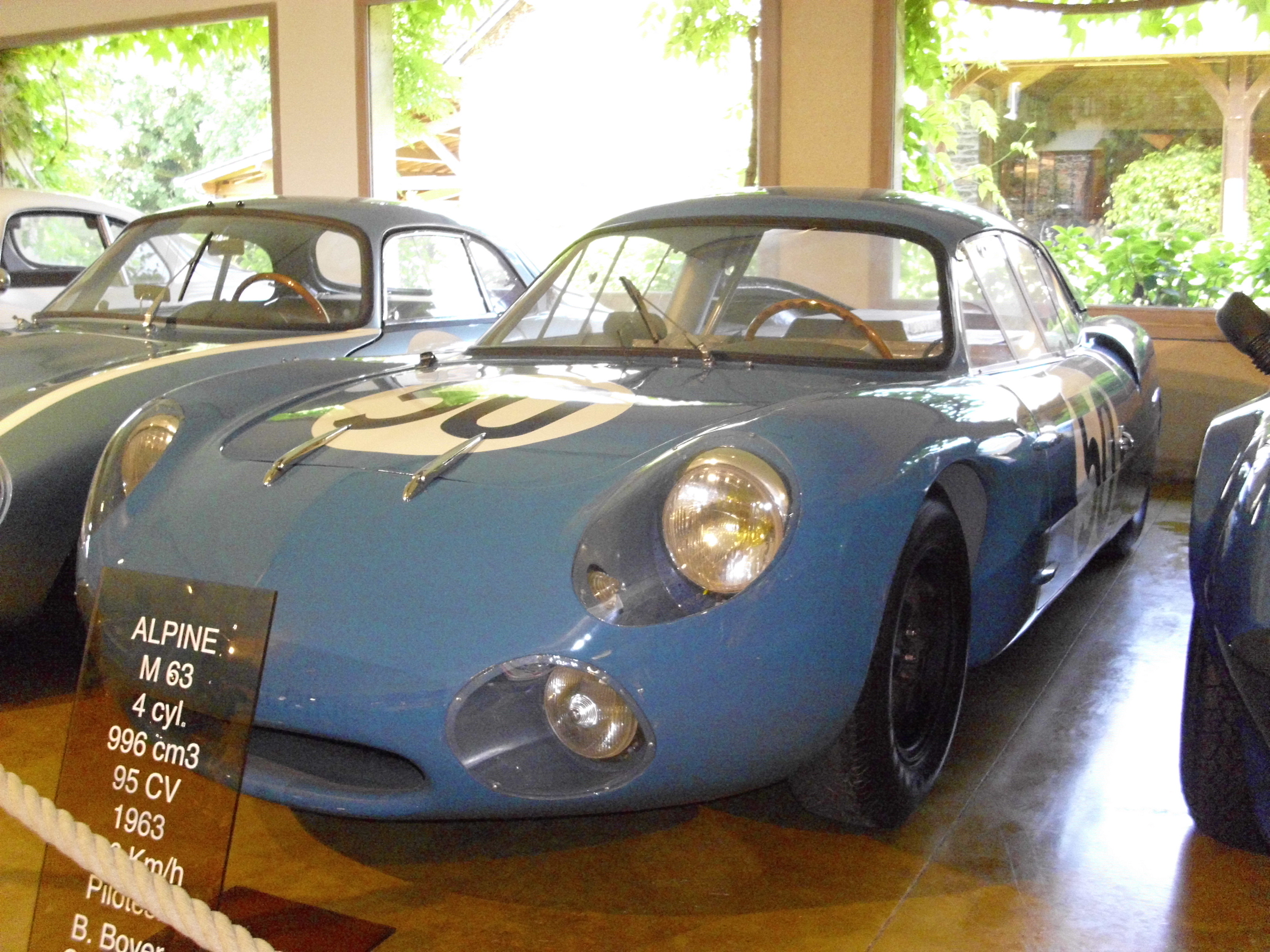
Alpine M63, Fahrgestell 1703; im Fahrgestell 1702 verunglückte Bino Heins beim 24-Stunden-Rennen von Le Mans 1963 tödlich

Christian „Bino“ Heins (* 16. Januar 1935 in São Paulo; † 15. Juni 1963 in Le Mans) war ein brasilianischer Autorennfahrer.

## Familie und Herkunft
Christian Heins kam als Sohn eines deutschen Vaters und einer italienischen Mutter in São Paulo zur Welt. Sein Vater Carl Heinrich Christian Heins war als Geschäftsführer in der chemischen Industrie tätig. Seine Mutter, Giuliana de Fiori, gab ihm den Spitznamen Bino, eine Verkürzung von Bambino (dt. Junge). Sein Großvater mütterlicherseits war ein in seiner Heimatstadt bekannter Arzt, der ihm das Fahren beibrachte und mit der Technik von Fahrzeugen vertraut machte. Nach einem Technikstudium kam er zum ersten Mal nach Europa, um ein Praktikum bei der Daimler AG in Stuttgart zu absolvieren.

## Karriere im Motorsport
Christian Heins begann seine Karriere im Alter von 19 Jahren. Unterstützt wurde er von Victor Losacco, einem brasilianischen Motorsportpionier, der viele junge Brasilianer der 1940er- und 1950er-Jahre bei ihren ersten Sportversuchen begleitete. Die ersten Renneinsätze gab es bei kleinen regionalen Rennen rund um seine Heimatstadt. Im Mai 1956 feierte er auf einem Porsche 356 seinen ersten Klassensieg bei einem Sportwagenrennen in Interlagos. Sein erster großer Erfolg war der zweite Gesamtrang beim Mil Milhas Brasileiras 1956.
1958 kam er erneut nach Europa. Schon sein erster Rennstart endete mit einem Sieg. Zur Verblüffung der Zuschauer und der anwesenden Fachjournalisten gewann er das Bergrennen in Bozen und erzielte dabei einen neuen Streckenrekord. Der bis dahin völlig unbekannte Brasilianer wurde in den Tageszeitungsartikeln kurzerhand zum Deutschen gemacht. Wenige Wochen später siegte er beim 10-Stunden-Rennen von Messina. Das Langstreckenrennen führte über einen Straßenkurs im sizilianischen Messina und galt als besonders strapaziös. Partner im Porsche 550 war Paul-Ernst Strähle. Nach seinem Sieg beim Giro delle Calabria wenige Wochen später war jedem in der Fachwelt seine brasilianische Staatsbürgerschaft bekannt und viele Journalisten sagten ihm eine große Zukunft voraus.
In den folgenden Jahren wechselte er immer wieder zwischen Europa und Brasilien hin und her. 1959 gab er als Partner von Carel Godin de Beaufort sein Debüt beim 24-Stunden-Rennen von Le Mans; der Auftritt endete vorzeitig durch einen Motorschaden am Porsche 718 RSK. Er fuhr einige Rennen in der italienischen Formel-Junior-Meisterschaft und gewann vor seinem Landsmann Fritz d’Orey den Messina Grand Prix.
Zu Hause in Brasilien machte ihn sein Gesamtsieg beim Mil Milhas Brasileiras 1960 landesweit populär. Obwohl Teamkollege Chico Landi ebenfalls Brasilianer war, wurde es als sein Verdienst angesehen, das Rennen auf einem brasilianischen Fahrzeug, einem JK2000 von Fábrica Nacional de Motores, gewonnen zu haben. Endgültig zum Volkshelden wurde er nach seinem Gesamtsieg beim 24-Stunden-Rennen von Interlagos 1961, den er erneut mit Landi auf einem FNM JK2000 einfuhr.
Sein größter Erfolg in der Sportwagen-Weltmeisterschaft war der vierte Endrang beim 1000-km-Rennen von Buenos Aires 1960 im Maserati 300S.

## Tod in Le Mans
Als Christian Heins 1963 ein Werksengagement von Alpine in Le Mans annahm, war er bereits mehr Teamchef als Rennfahrer. Inzwischen hatte er die Leitung der Rennabteilung von Willys Overland Brasilien übernommen, damals der zweitgrößte Autobauer seines Heimatlandes. Das Unternehmen baute Renault-Modelle in Lizenz und hatte gute Verbindungen zu Alpine. Heins wollte nach dem Rennen zurücktreten und kam mit Frau und Kind nach Frankreich.
Heins bestritt das Rennen mit Partner José Rosinski auf einem Alpine M63. Sein Tod war die Folge eines Motorschadens am Aston Martin DP214 von Bruce McLaren nach knapp fünf Stunden Renndauer. Durch den Motorschaden war die Strecke knapp vor der Mulsanne mit Öl verschmiert. In einer Passage, die mit Vollgas gefahren wird, war das verhängnisvoll. Da die Streckenposten viel zu spät reagierten, kam es zu drei Unfällen in kurzer Folge, darunter Roy Salvadori im Jaguar E-Type Lightweight von Briggs Cunningham. Als Heins zur Unfallstelle kam, war die Piste von Wrackteilen übersät. Er versuchte bei hohem Tempo auszuweichen und kam dabei von der Strecke ab. Der M63 prallte gegen einen Telegrafenmast und ging in Flammen auf. Heins konnte sich nicht selbst befreien und wurde mit schweren Brandverletzungen geborgen. Beim Eintreffen im Krankenhaus konnte nur mehr sein Tod festgestellt werden.
Der Tod des erst 28 Jahre alten Heins löste in seinem Heimatland Bestürzung und Trauer aus. Bei Willys Overland wurden Fahrzeuge nach seinem Spitznamen Bino benannt, darunter eine Spezial-Edition des Ford Corcel. Eine Straße in der Nähe der Rennstrecke von Interlagos erhielt seinen Namen. Wilson Fittipaldi, den Heins in jungen Jahren inspiriert hatte, gab seinem Sohn den Vornamen Christian.

## Statistik

### Le-Mans-Ergebnisse
| Jahr | Team                           | Fahrzeug        | Teamkollege             | Platzierung | Ausfallgrund               |
| ---- | ------------------------------ | --------------- | ----------------------- | ----------- | -------------------------- |
| 1959 | Baron Carel Godin de Beaufort  | Porsche 718 RSK | Carel Godin de Beaufort | Ausfall     | Motorschaden               |
| 1963 | Société des Automobiles Alpine | Alpine M63      | José Rosinski           | Ausfall     | tödlicher Unfall von Heins |

### Einzelergebnisse in der Sportwagen-Weltmeisterschaft
| Saison | Team                                 | Rennwagen                   | 1   | 2   | 3   | 4   | 5   | 6   | 7   | 8   | 9   | 10  | 11  | 12  | 13  | 14  | 15  | 16  | 17  | 18  | 19  | 20  | 21  | 22  |
| ------ | ------------------------------------ | --------------------------- | --- | --- | --- | --- | --- | --- | --- | --- | --- | --- | --- | --- | --- | --- | --- | --- | --- | --- | --- | --- | --- | --- |
| 1957   | Scuderia Madunina Brasil             | Porsche 550                 | BUA | SEB | MIM | NÜR | LEM | KRI | CAR |     |     |     |     |     |     |     |     |     |     |     |     |     |     |     |
| 1957   | Scuderia Madunina Brasil             | Porsche 550                 | DNF |     |     | DNF |     |     |     |     |     |     |     |     |     |     |     |     |     |     |     |     |     |     |
| 1958   | Porsche                              | Porsche 550                 | BUA | SEB | TAR | NÜR | LEM | RTT |     |     |     |     |     |     |     |     |     |     |     |     |     |     |     |     |
| 1958   | Porsche                              | Porsche 550                 |     |     | 8   |     |     |     |     |     |     |     |     |     |     |     |     |     |     |     |     |     |     |     |
| 1959   | Helmut Busch Carel Godin de Beaufort | Porsche 356 Porsche 718 RSK | SEB | TAR | NÜR | LEM | RTT |     |     |     |     |     |     |     |     |     |     |     |     |     |     |     |     |     |
| 1959   | Helmut Busch Carel Godin de Beaufort | Porsche 356 Porsche 718 RSK |     |     | 11  | DNF |     |     |     |     |     |     |     |     |     |     |     |     |     |     |     |     |     |     |
| 1960   |                                      | Maserati 300S               | BUA | SEB | TAR | NÜR | LEM |     |     |     |     |     |     |     |     |     |     |     |     |     |     |     |     |     |
| 1960   | 4                                    | Maserati 300S               |     |     |     |     |     |     |     |     |     |     |     |     |     |     |     |     |     |     |     |     |     |     |
| 1963   | Alpine                               | Alpine M63                  | DAY | SEB | SEB | TAR | SPA | MAI | NÜR | CON | ROS | LEM | MON | WIS | TAV | FRE | CCE | RTT | OVI | NÜR | MON | MON | TDF | BRI |
| 1963   | Alpine                               | Alpine M63                  |     |     |     |     |     |     | DNF |     |     |     |     |     |     |     |     |     |     |     |     |     |     |     |